# Laurepa krugi
Laurepa krugi är en insektsart som först beskrevs av Henri Saussure 1878.  Laurepa krugi ingår i släktet Laurepa och familjen syrsor. Inga underarter finns listade i Catalogue of Life.